# James Bond (ornitológus)
James Bond (Philadelphia, Pennsylvania, 1900. január 4. – Philadelphia, 1989. február 14.) amerikai ornitológus, aki után Ian Fleming újságíró az általa kitalált brit szuperkémet elnevezte.

## Élete
Jómódú philadelphiai családba született. Anyja halála után a család Angliába költözött. Bond 1922-ben Cambridge-ben szerzett bölcsészdoktori diplomát, majd visszaköltözött Philadelphiába és három éven át egy bankban dolgozott. 1925-től vett részt madártani gyűjtőutakon. Neve 1952-től kezdve világszerte ismertté vált, de hírnevét nem elsősorban szakmai munkásságának köszönheti, hanem annak, hogy Ian Fleming róla nevezte el a népszerű 007-es brit titkosügynököt, James Bondot, akinek történeteiből számos nagy kasszasikert hozó hollywoodi produkció készült. Nevének engedélye nélküli használatáról Bond 1960-ban értesült egy londoni lap cikkéből. Később Fleming (akit a Bond által írt Field guide to the birds of the West Indies könyv ihletett a névválasztásra) levelet küldött Bond feleségének, amelyben részletesen leírta a név „kölcsönzésének” történetét. Többek között ezt írta: „Viszonzásul csak azt tudom felajánlani önnek, vagy James Bondnak, hogy korlátlanul használhatja az Ian Fleming nevet amilyen célból csak akarja. Egy napon a férje talán felfedez egy különösen borzasztó madárfajt, amelyet ha sértő módon szeretne elnevezni, akkor nevezze csak el Ian Flemingről”.
Bond és az író egy alkalommal, 1964. február 5-én személyesen találkoztak egy ebéd alkalmával, amelyre az író hívta meg a házaspárt. Ez alkalommal új, „Csak kétszer élsz” című könyvéből dedikált egy példányt Bondnak a következő szöveggel: „Az igazi James Bondnak, személyazonossága tolvajától. Ian Fleming 1964. február 5. (egy nagy nap!)” A történetet az ornitológus felesége Mary Wickham Bond írta meg 1966-ban megjelent „Hogyan kapta a nevét a 007-es” című könyvében. Ugyancsak ő írt férje életéről és az 1950-es, 1960-as években tett madártani kutatóútjairól képekkel és térképekkel illusztrált könyvet To James Bond with love (James Bondnak szeretettel) címmel.
James Bond hosszú betegség után 1989 februárjában halt meg Philadelphiában.

## Munkássága
Madarak iránti vonzalmát apjának, Francis Bondnak köszönheti, aki 1911-ben a philadelphiai Természettudományi Akadémia megbízásából maga is vezetett egy gyűjtőutat az Orinoco deltájába.
Első hat hónapos expedícióján Rudolphe Meyer de Schauensee társaként az Amazonas alsó folyásánál járt. Önállóan vagy társszerzőként több közleménye jelent meg dél-amerikai madarakról, főleg Bolívia és Peru madárvilágáról, igaz ezek az írások nagyrészt az Egyesült Államok egyik leggazdagabb madárgyűjteményével rendelkező philadelphiai Természettudományi Akadémia anyagának vizsgálatán alapultak, hiszen Bond – leszámítva egy 1961-ben a Venezuela partjainál fekvő szigeteken tett utat – nem járt többé Dél-Amerikában.
Bond és Meyer de Schauensee teremtették meg a modern múzeumi madárgyűjtemények felállításának és kezelésének alapjait azzal, hogy a gondosan, egyedileg leltárba vett példányokhoz részletes adatokat, adatbázist rendeltek, amely a gyűjtés pontos helyén és idején kívül, biometriai adatokat, a tollal nem fedett részek színét, a belső ivarszervek méreteit stb. is tartalmazta. Nem véletlen, hogy ma is a philadelphiai Természettudományi Akadémia birtokában van a világ fajokban és az őrzött példányok számában is leggazdagabb madárgyűjteménye (kb. 9000 madárfaj közel 200 000 példánya).
1926-ban a Kis-Antillákon (Barbados, Dominica, Saint Vincent- és Saint Lucia-sziget) tett első útja során érdeklődése a Karib-tengert övező szigetek akkor még alig ismert különleges madárvilága felé fordult. Az elkövetkező ötven év során hosszú és alapos utazásokat tett a Bahama-szigeteken, a Nagy- és a Kis-Antillákon. Több mint száz szigetre látogatott el, hosszabb időt töltött Kubában és Hispaniolán. A Karib-tengert övező szigetek madárfajainak 98%-ával találkozott, útjai során 294 madárfaj példányait gyűjtötte be, és mintegy harminc tudományos cikket írt a területről. Már az 1930-as években megállapította, hogy a Nagy- és a Kis-Antillák madárvilága észak-amerikai eredetű, és nem dél-amerikai, mint ahogyan azt korábban gondolták. Egyedül a Kis-Antillák szigetsorától egy szélesebb „tengerszorossal" elválasztott, az
Orinoco hatalmas deltavidékéhez viszont nagyon közel fekvő – földrajzilag is már Dél-Amerikához tartozó – Trinidad és Tobago madárvilága származik Dél-Amerikából.
A philadelphiai Természettudományi Akadémia gondozásában jelent meg Bond Check-list of birds of the West Indies című fajlistája, amely 1956-ig négy kiadást ért meg, e listát Bond folyamatosan frissítette, 1956 és 1987 között 27 kiegészítést jelentetett meg. Birds of the West Indies (ISBN 0-618-00210-3) című könyvét 1936-ban először szintén a philadelphiai Természettudományi Akadémia adta ki. Az első kiadás még nem volt a mai értelemben vett terepi határozó, hiszen képtáblák sem voltak benne. 1947-ben dolgozta át a könyvet terepi határozóvá (Field guide to the birds of the West Indies), ekkor már színes táblák is kerültek bele.
James Bond hosszú ideig volt a philadelphiai Természettudományi Akadémia madárgyűjteményének kurátora, tagja volt az American Ornithologists' Union-nak, 1987-ben pedig a British Ornithologists' Union is tiszteletbeli tagjává választotta. 1954-ben kiemelkedő munkásságáért megkapta a madártan terén adható legrangosabb amerikai elismerést, az American Ornithologists' Union William Brewster-érmét, de több más díj – az Institute of Jamaica Musgrave-érme (1952), a philadelphiai Wilderness Club érme (1961), a philadelphiai Természettudományi Akadémia Leidy-érme (1975), a Congreso Iberamericano de Ornitologia ezüstérme (1983) – birtokosa is volt.

## Emlékezete

Könyve a Halj meg máskor című filmben a 007-es ügynök kezében

Az ornitológus James Bond emlékét két madár (két alfaj) tudományos neve őrzi. H. G. Deignan 1951-ben az ő tiszteletére nevezte el a Dél-Amerikában élő kakaó rigónak a St. Vincent-szigeten élő alfaját (Turdus fumigatus bondi), illetve barátai, K. C. Parkes és A. R. Phillips 1978-ban szintén az ő tiszteletére nevezték el a gyöngybagolynak a Honduras partjai előtt fekvő Bahía-szigetekről újonnan leírt alfaját (Tyto alba bondi).
Annak elismeréséül, hogy Bond kutatásai során felismerte, hogy – Trinidad és Tobago kivételével – a Karib-tengert övező szigetek nagy részének madárfajai főleg Észak-Amerikából származnak, David Lack a Nagy- és Kis-Antillák madárvilágának evolúciós kapcsolatait bemutató, 1976-ban megjelent Island Biology című könyvében Bond-vonalnak nevezte el azt a Tobago és Grenada között húzódó állatföldrajzi választóvonalat, amelytől északra fekvő szigetek madárvilága észak-amerikai, délre fekvőké pedig dél-amerikai eredetű.
Az ornitológus James Bondnak a Bond-filmek készítői is emléket állítottak, mégpedig a Pierce Brosnan főszereplésével 2002-ben bemutatott Die another day (Halj meg máskor) című filmben, amelynek egyik – Havannában játszódó – jelentében a 007-es ügynök egy beszélgetés során leemel a polcról egy könyvet, majd címlapját és hátsó borítóját is megmutatja a ráközelítő kamerának. Ez a könyv James Bond Birds of the West Indies című határozókönyvének a Collins Field Guide sorozatban 2002-ben megjelent legújabb, 5. kiadása. A főhős a könyvet és egy távcsövet is magához vesz, sőt ezek a kellékek a következő, egy tengerparti bárban játszódó jelenetben is nála vannak, amikor is a bemutatkozáskor újdonsült társnőjének azt mondja, hogy madárlesen van Kubában, mint ornitológus.